# Steinvör Sighvatsdóttir

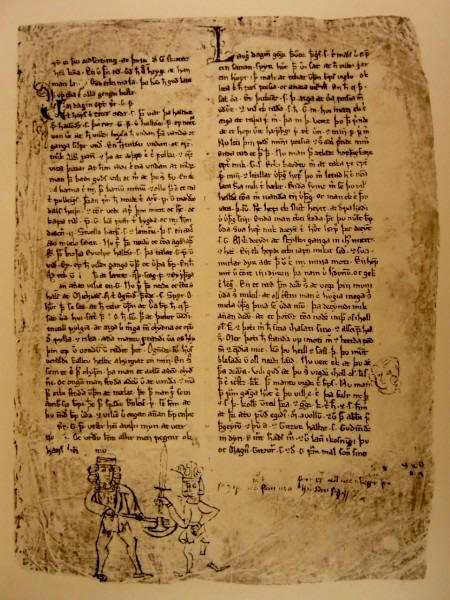
Manoscritto della Sturlunga saga

Steinvör Sighvatsdóttir (... – 1271) è stata una poetessa islandese e una donna molto influente nell'Islanda dell'Epoca degli Sturlungar. Le informazioni su Steinvör derivano dalla Sturlunga saga e dalla Þórðar saga kakala.

## Famiglia
Steinvör era figlia di Sighvatr Sturluson, capo degli Sturlunghi, e di Halldóra Tumadóttir. Il padre di Halldóra era il leader degli Ásbirningar. Sighvatr inoltre era figlio di Sturla Þórðarson e fratello di Snorri Sturluson. Steinvör quindi era nipote dello scrittore Snorri.

## Biografia
Nel 1230 Steinvör sposò Hálfdan Sæmundsson, figlio del goði Sæmundr di Oddi. Secondo la Sturlunga saga, andarono a vivere a Keldur, nella regione di Rangárvellir. Hálfdan viene descritto come un uomo pacifico che preferiva dedicarsi alla propria fattoria piuttosto che interessarsi delle lotte politiche contemporanee. La coppia ebbe tre figli: Loft, Sighvatr e Sturla.
Nel 1238 gli Sturlungar furono sconfitti nella battaglia di Örlygsstaðir e Sighvatr e quattro fratelli di Steinvör persero la vita. Poco tempo dopo, Þórðr kakali, un altro figlio di Sighvatr, tornato dalla Norvegia per vendicare la famiglia e ristabilire il potere degli Sturlunghi, si rifugiò a Keldur presso la sorella. Secondo la Þórðar saga kakala, Steinvör non sopportava l'inattività del marito Hálfdan e decise di agire da sola. Steinvör minacciò Hálfdan di cedergli le chiavi della casa, chiavi che appartenevano alle donne sposate e simboleggiavano il loro status, e prendere lei stessa le armi se non lo avesse fatto lui. Hálfdan si arrese, ma continuò a non intervenire nel conflitto.
La grande considerazione in cui Steinvör era tenuta è dimostrata dal conflitto tra il fratello Þórðr e i contadini del Suðurland. Nel 1242 stava per scoppiare un'altra battaglia, ma per prevenirla si scelsero il vescovo Sigvarðr Þéttmarsson e Steinvör, nel ruolo di mediatori. I contadini si fidavano così tanto di Steinvör da non voler ascoltare nemmeno le condizioni del vescovo.
Alla morte di Þórðr nel 1256 Steinvör rimase l'unica erede di Sighvatr. Dopo aver ceduto la proprietà di Grundr al genero Þorvarðr Þórarinsson, appartenente alla famiglia degli Svínfellingar, gli permise di acquisire il goðorð di Eyjafjörður, precedentemente posseduto da Þórðr. Ciò condusse a un conflitto tra lui e Þorgils skarði, uno Sturlungo, che reclamava il potere nell'Eyjafjörður. Þorvarðr tese un'imboscata a Þorgils e lo uccise, il 22 gennaio 1258, macchiandosi di disonore. Per questo oltraggio, venne cacciato dall'Eyjafjörður. 

## Poesia
Steinvör è l'unica donna il cui nome è ecitato del catalogo dello Skáldatal. Steinvör cantò le lodi di un alleato degli Sturlungar, Guatr di Melr, ma di questo poema (forse un drápa) non sopravvive nulla. 
Frammento di una sua poesia, quasi certamente autentico, rimane nella Íslendinga saga. Si tratta di una strofa nel metro tøglag, contenuta all'interno di una collezione di vari versi e che parla di sogni e presagi avvenuti prima della battaglia di Örlygsstaðir. Steinvör dice di aver sognato di trovare una testa mozzata in un campo e che una figura le chiedeva perché la testa si trovasse lì.